# 이븐 시나
이븐 시나(아랍어: ابن سینا, پور سینا, 980년 ~ 1037년 6월 18일) 또는 푸르 시나(페르시아어: پُورْسِینَا)는 페르시아 제국의 철학자이자 의학자, 과학자로 중세 최대 의학자 중 한 사람이다. 풀네임은 아부 알리 알후사인 이븐 압둘라 이븐 시나 알 부하리아랍어: ابو علی الحسین ابن عبد اللّه ابن سینا البخاری0 Abū ʿAlī al-Ḥusayn ibn Abdullāh ibn Sīnā al-Bukhārī[*])로, 이를 라틴어로 읽어서 아비켄나(라틴어: Avicenna), 그리스어로는 아비켄나스(고대 그리스어: Αβικέννας)라고 하였다. 영어권에서는라 하였다.
이슬람 세계가 낳은 최고의 지식인이라고 평가되며, 동시에 당시 세계의 대학자이기도 하였다. 그는 그리스와 아라비아의 철학과 의학을 집대성하였으며, 후대의 학자들에게 영향을 끼쳤다. '제2의 아리스토텔레스'라고도 평가되며, 아리스토텔레스 철학과 신플라톤주의를 통합시켜 유럽의 의학, 철학에 큰 영향을 미쳤다.
아랍 의학계에서는 무함마드 이븐 자카리야 알라지와 어깨를 나란히 하는 거두로 평가되고 있다. 그 생애는 행복과 고난이 교차하는 파란만장한 것이었다.

## 이름
'우두머리'를 뜻하는 샤이프 알 라이스(Shaykh al-raʿīs), '신의 증명'(Ḥujjat al-Ḥaqq)의 존칭으로도 불리고 있다.
중동 지역에서도 특히 중국과의 교류가 많은 지역이었던 트란스옥시아나 지방에서 태어났고 '시나'가 '지나'(중국)의 발음과 비슷하다는 점에서 그의 출신을 중국과 관련짓는 설도 있으며, 아랍어에서 '시나'가 '시나이'를 의미한다는 점에서 그가 유대인과 관련이 있다는 설도 존재한다.

## 생애

### 어린 시절
이븐 시나는 980년 8월 말에 사만 왕조의 징세관이었던 압둘라흐 이븐 알 하산과 그 처 시타라의 자식으로 수도 부하라 근교의 아프샤나에서 태어났다. 다섯 살 때 일가가 부하라로 이주하였고 이븐 시나는 부하라의 사숙에 들어갔다.
이븐 시나는 어린 시절부터 꾸란을 배우고 열 살에 이미 아랍의 많은 문학 작품과 꾸란을 암송할 수 있을 정도로 기억력이 뛰어났다고 전한다. 이븐 시나는 아버지 압둘라흐에 의해 교사가 붙었으며, 야채 장사꾼 아래서 산술을 배우고 호라즘 지방 출신의 철학자 나티리의 문하에서 철학, 천문학, 논리학 등을 배웠다. 나티리로부터 유클리드 기하학과 프톨레마이오스의 천문학을 배우고 얼마 지나지 않아 이븐 시나의 학식은 스승의 그것을 뛰어넘게 된다. 그러나 이븐 시나가 읽었던 책은 수능 참고서 같은 인문용 계몽서로 원전의 이른바 축어역(逐語訳)과는 그 내용이 크게 달랐다.
그 뒤 주르잔(Jurjān) 출신의 그리스도교 신자인 의사 사흘 알 마시히(Sahl al-Masīḥī)에게서 자연학, 형이상학, 의학을 배우고 열여섯 살 때에 이미 환자를 진료하였다. 훗날 이븐 시나는 의학에 대하여 "별로 어려운 학문도 아니어서 아주 짧은 시간에 습득할 수 있었다"라고 자신의 자서전에서 술회하였다. 하지만 이때 이븐 시나가 사용하고 있던 텍스트도 히포크라테스나 갈레노스의 저서의 축어역이 아니라 다이제스트라고도 할 수 있는 가정의학 지침서였고, 훗날 이븐 시나는 의학의 깊이이를 알게 되었다.
스승들에게서 더 배울 것이 없게 된 이븐 시나는 열여덟 살이 될 때까지 몇 년간 독학을 하였다. 그러나 이븐 시나에게 있어서도 아리스토텔레스의 사상은 난해한 것이었고, 아리스토텔레스의 저서 《형이상학》(形而上學)을 마흔 번이나 정독했지만 그 뜻을 도무지 이해할 수가 없었다고 술회하고 있다. 그러던 어느 날 이븐 시나는 부하라의 시장(바자르)을 돌아다니다 어느 점원에게 책 한 권을 권유받게 되는데, 처음에는 일단 필요없다고 거절했지만 그 점원이 워낙 강하게 권유하는 바람에 그 책을 사게 되었다. 그가 구입한 책은 알 파라비가 저술한 형이상학의 주석서였고 당대의 대석학이었던 파라비의 주석을 접하게 된 것을 계기로 비로소 이븐 시나는 아리스토텔레스 철학을 이해할 수 있게 되었다.
이븐 시나는 자신의 어린 시절에 대해서 "나는 하루의 모든 시간을 공부하고 궁금한 점이 있으면 몸을 깨끗이 하고 주님(알라)께 기도했다"고 자서전에서 회상한다. 공부하다 지쳐 피곤해질 때면 와인을 마시며 기분을 회복시켰고 훗날에는 와인을 노래한 시를 쓰기도 했다.
스물한 살의 나이에 이븐 시나는 정식 교육을 모두 마쳤고 그 때부터 이미 뛰어난 의사로 인정받고 있었다.

### 사만 왕조의 멸망과 방랑의 시작
이븐 시나는 무료 진료를 행하면서 경험을 쌓아 의사로써의 이름을 드높였다. 사만 왕조의 아미르(군주) ・누흐 2세(Nuh II)의 병을 치료한 이븐 시나는 그의 신임을 얻게 되었고, 왕실 부속 도서관을 자유롭게 이용할 수 있는 허락을 받았다. 도서관에는 희귀한 서적들이 많이 소장되어 있었고, 그 가운데에는 그리스어 문헌도 포함되어 있었다. 이븐 시나는 열여덟 살까지 그 장서 모두를 독파했고 "열여덟 살이 되어 모든 학문을 수학하였다"라고 스스로 술회할 정도의 경지에 이르렀다. 도서관의 장서는 이븐 시나의 지식을 깊게 키워 주었다. 얼마 지나지 않아 도서관은 화재로 소실되었는데, 이븐 시나의 재능을 질시한 사람들은 그가 지식을 독점하기 위해 일부러 방화한 것이라는 소문을 퍼뜨렸다. 열여덟 살 때 이웃에 살던 알-아루디를 위해 이븐 시나는 최초의 저작 《여러 학문의 집성》을 저술하였다.
999년 사만 왕조가 가즈나 왕조와 카라한 왕조의 공격으로 멸망하였다. 스물한 살 때에 법학자 알 바르키를 위해 이븐 시나는 전20권의 백과사전 《공정한 판단의 서》를 써서 올렸다. 그 해에 이븐 시나의 아버지 압둘라흐가 세상을 떠났다. 아버지 사후 이븐 시나는 아버지의 뒤를 이어 궁정에 출사하였는데 아버지의 죽음으로 인해 생계를 이어나가기 어려워졌다. 부하라 사람들은 이름 없는 가계 출신인 이븐 시나를 매정하게 대했던지 이븐 시나는 스물두 살 때에 부하라를 떠나 방랑길에 올랐고, 이후 평생 부하라로 돌아오지 않았다.
방랑 도중에도 그의 학문 활동은 계속되었다. 페르시아의 여러 도시들을 떠돌아다니다가 코젠에서 다시 의사 생활을 시작하였으나 어느 곳에서도 그가 학술적인 일을 할 환경이 조성되는 곳은 없었다.
이븐 시나는 호라즘 지방의 우르겐치의 통치자 마문 2세에게 기용되어 관리가 되었고, 그의 법률고문으로써 활약하는 한편으로 《의학전범》(医学典範)의 집필을 시작하였다. 우르겐치에 머무르는 동안 호라즘 출신의 천문학자 비루니와도 교류하여 편지를 주고 받으며 우주론과 물리학에 대해 토론하기도 하였다. 비르니와의 편지는 《문답 모음집》이라는 책으로 기록되었으며, 젊은 시절의 이븐 시나의 지견을 엿볼 수 있다.
1012년에 사만 왕조를 멸망시킨 가즈나 왕조의 마흐무드가 이븐 시나 등 호라즘의 학자들에게 출사를 요청하였는데, 이븐 시나는 그 요구를 거절하였다. 마문 2세는 가즈나 왕조의 사자가 방문하기 전에 이븐 시나에게 노잣돈으로 쓸 은(銀)과 안내인을 붙여 주며 몰래 그를 도망시켰고, 이렇게 이븐 시나는 호라즘을 떠나게 되었다. 마흐무드는 이븐 시나가 도망쳤다는 것을 알고 격노해서 각지의 제후들에게 그의 수색을 요구하는 명령서를 보냈다.

### 부와이흐 왕조에 출사하다
니샤푸르를 거쳐 이븐 시나는 방랑 끝에 카스피 해 가까운 주르잔(고르간）에 그의 거처를 정했다. 주르잔을 찾기 전에 수피즘 성자 이븐 아비르 하이르와 재회하였고, 쥬르잔을 통치하고 있던 지야리드 왕조의 군주 카부스의 비호를 구하는 취지를 전했다. 그러나 주르잔에 도착했을 때 이미 카부스는 세상을 떠났고 실의에 빠진 이븐 시나는 일시 은거 생활을 보냈으나 이 땅에서 그의 애제자가 될 알 주자니와 만나게 된다. 알 주자니는 늘 이븐 시나와 행동을 함께했고, 이븐 시나의 구술 필기를 통해 그의 전기를 저술하였다. 주르잔에서 이븐 시나는 논리학과 천문학을 가르쳤고, 《의학전범》의 제1부를 집필하였다. 1014년에 테헤란 근교의 레이로 옮겨 바쁜 생활을 틈타서 30여 편의 단편을 써 냈다. 얼마 안 가서 레이가 전란에 휩싸이게 되자, 이븐 시나는 다시 부와이흐 왕조가 통치하는 하마단으로 달아났다.
이븐 시나는 하마단의 군주 샴스 웃다울라의 시의(侍医)가 되어 샴스 웃다울라의 산통(疝痛)을 치료하여 능력을 인정받았다. 샴스 웃다울라의 신임을 얻어 재상으로 기용된 이븐 시나는 낮에는 정무를 보고 밤에는 연구와 강의로 생활하였다. 이 시기에 그는 《치유의 서》(治癒의 書)와 《의학전범》(醫學典範)의 저술을 시작하였다. 나아가 샴스 웃다울라의 의뢰를 받아 아리스토텔레스의 저서에 주석을 붙이게 되었고, 이븐 시나와 그 제자들은 바쁜 나날을 보냈다. 밤늦게 이븐 시나의 집에 모인 그의 제자들은 그가 저술한 《의학전범》과 《치유의 서》 일부를 돌려 읽었다. 작업 중의 휴식 시간에는 여러 가지 다양한 노래가 난무하여 술자리가 마련되었다. 이븐 시나의 정책에 불만을 품은 군대가 그의 저택에 불을 지르는 사건이 벌어지자, 그는 잠시 몸을 숨기게 되었는데, 샴스 웃다울라의 복통을 치료하기 위해 불려가게 되었고, 재상으로 복직하였다. 1020년에 이븐 시나는 이전부터 집필해 오던 《의학전범》을 완성시켰다.
1021년 샴스 웃다울라가 세상을 떠나고, 이븐 시나는 관직을 버리고 은거하며 《치유의 서》를 어떤 형태로 완성시킬 것인지에 대한 구상을 모색하였다. 그는 이스파한의 군주와 편지 교환이 있었는데, 이를 알게 된 하마단의 새로운 군주 사마 웃다울라는 이븐 시나를 감옥에 가두었다. 이븐 시나는 옥중에서도 논문을 계속해서 집필하였고, 석방된 뒤에는 동생과 한 명의 제자, 두 명의 노예를 데리고 수피즘 탁발 수도사로 변장하고 이스파한으로 이주하였다.

### 만년
이스파한으로 이주한 이븐 시나는 정무에서 물러나 저술에 전념하고자 했지만, 이스파한의 군주 알라 웃다울라는 이븐 시나를 그냥 두지 않고 재상으로 기용했고, 이븐 시나의 소원은 이루어지지 않았다. 이븐 시나는 알라 웃다울라에게 과학과 문학에 대해서 조언했고, 또한 그의 원정에도 수행하였다. 알라 웃다울라의 원정에 종군할 때에는 말 위에서 서기관에게 구술필기를 시켜가며 저술을 진행하였다. 이 시기의 군사 원정에 참가한 경험은 《치유의 서》의 식물학과 동물학의 장의 완성에 기여하였다.。
1030년, 이스파한은 가즈나 왕조의 군주 마스우드 1세의 공격을 받았고, 이븐 시나는 자신의 장서를 포함한 소유물들을 빼앗기고 말았다. 이때 일찍이 그가 저술했던 《공정한 판단의 책》도 흩어져 버렸다. 이븐 시나가 병으로 쓰러졌을 때 노예가 그에게 다량의 아편을 먹게 해 놓고 그의 재산의 대부분을 가로챘으며, 이후 이븐 시나는 죽는 날까지 궁핍에서 벗어나지 못했다
나날이 이어지는 격무에 몸이 지친 이븐 시나는 복통을 앓게 되었고, 그 자신에게 시행한 관장 등의 치료로 인해 병세는 점점 악화되어 갔다. 1037년 이븐 시나는 알라 웃다울라의 하마단 원정에 동행하였으며, 행군 도중에 병으로 쓰러졌다.
이븐 시나가 죽음을 맞기 2주 전, 그는 일체의 치료를 거부하고 가난한 자에게 자신이 가진 것을 나누어 주고 노예들은 해방시켰으며, 매일 《꾸란》을 낭독하고 있었다고 전해진다. 6월 18일 이븐 시나는 하마단에서 그의 파란의 생애를 마쳤다. 사인은 위암(또는 이질)로 추정되고 있다. 다른 가족은 없었다.

## 업적

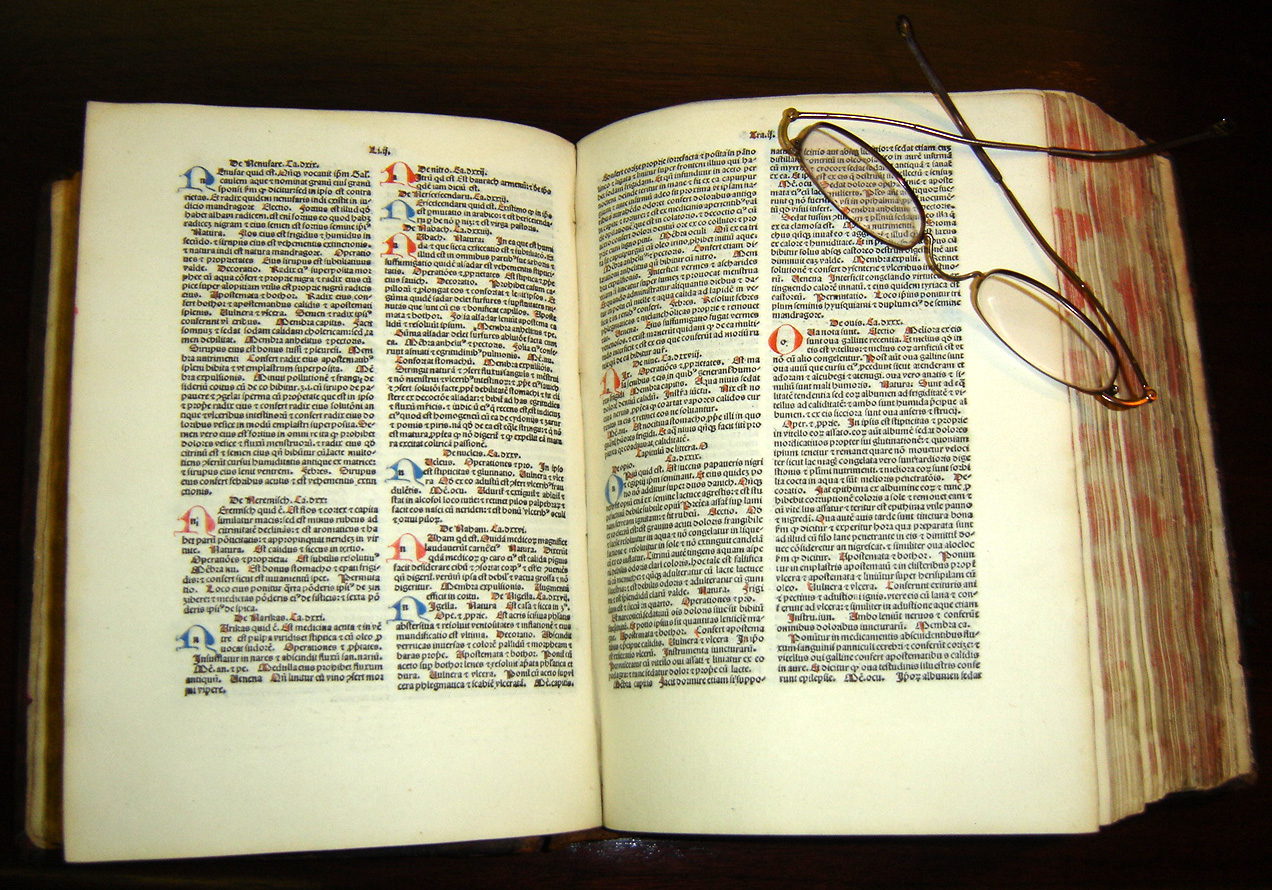
1484년에 쓰여진 《의학전범》의 라틴어 번역본

이븐 시나는 아라비아 철학의 최고봉으로 토마스 아퀴나스에게도 영향을 주었다. 그는 아리스토텔레스의 사상에 플라톤을 가미한 철학으로 이슬람 신앙을 해석하였는데, 이는 12세기 후반 유럽의 아리스토텔레스 부흥운동의 계기가 되었다. 논리학에도 영향을 끼쳐 이후 보편논쟁에 커다란 영향을 미쳤다. 심리학에 있어서 영혼의 기능을 분리한 것은 중세 유럽의 스콜라 철학의 표준이 되기도 하였다. 이는 이후 아우구스티누스와 함께 프란체스코파의 사상적 기반이 되었다.
그는 자연과학분야에도 관여하였는데, 그는 당시 연금술사들이 신봉하던 금속 변환의 가능성을 부정하였다. 그는 금속의 차이는 매우 심오하기 때문에 연금술사들이 만든 귀금속은 모조품에 불과하다고 주장하였다. 수학, 물리학을 연구하기도 하였고 천문 기구를 고안하기도 하였으며 광물에 대한 논문을 쓰기도 하였는데, 이는 이후 중세 유럽에 전해지기도 하였다. 이 외에도 음악의 화성에 대해서도 연구하였다.

## 주요 저서
이븐 시나는 수많은 책들을 저술하였다.

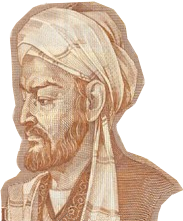
타지키스탄의 20 소모니 지폐에 그려진 이븐 시나의 초상화

- 《치유의 서》(아랍어: کتاب الشفاء 키탑 알시파[*], 라틴어: Sufficientia 수피켄티아[*], 전 18권)는 일종의 백과사전으로, 윤리학과 정치학을 제외한 모든 영역의 학문을 포괄하고 있다.
- 《의학 전범》(아랍어: القانون في الطب 알까눈 피 알팁브[*], 라틴어: Canon medicinae 카논 메디키나이[*], 전 5권)은 당시 알려진 모든 의학 정보를 집대성한 책이다. 이는 17세기에 이르기까지 유럽 의학의 기본서로 사용되었다.[5] 갈레노스의 의학과 유사한 점이 많았지만, 결핵의 전염성, 성병 등에서는 의견을 달리하기도 하였다.

## 참고 자료
- Encyclopaedia Britannica, inc., The New Encyclopaedia britannica, 15th edition, Chicago: Encyclopaedia britannica, 2007.
- 동아출판사 백과사전부(東亞出版社 百科事典部) 편, 《동아원색 세계대백과사전(東亞原色 世界大百科事典)》, 서울: 동아출판사(東亞出版社), 1982~1983.
- 학원출판공사 사전편찬국(學園出版公社 事典編纂局) 편, 《학원세계대백과사전(學園世界大百科事典)》, 서울: 학원출판공사(學園出版公社), 1993.
- 화학대사전 편찬위원회(化學大辭典編集委員會) 편, 성용길, 김창홍 역, 《화학대사전》, 서울: 세화(世和), 2001.

## 같이 보기
- 동양 철학
- 이란 철학
- 이슬람 철학